# WTA de Carlsbad
O WTA de Carlsbad – ou Southern California Open, na última edição – foi um torneio de tênis profissional feminino, de nível WTA Premier.
Realizado em Carlsbad, no estado da Califórnia, nos Estados Unidos, estreou oficialmente no circuito em 1991 e durou vinte e uma edições. Sucedeu San Diego. Os jogos eram disputados em quadras duras durante o mês de julho.
Houve ainda três edições, apenas de simples, com quatro jogadoras cada, entre 1981 e 1979, chamada de Clairol Crown. São classificadas de "Non-tour events", possivelmente exibições.

## Finais

### Simples
| Ano                                     | Campeã              | Vice-campeã             | Resultado      |
| --------------------------------------- | ------------------- | ----------------------- | -------------- |
| 2013                                    | Samantha Stosur     | Victoria Azarenka       | 6–2, 6–3       |
| 2012                                    | Dominika Cibulková  | Marion Bartoli          | 6–1, 7–5       |
| 2011                                    | Agnieszka Radwańska | Vera Zvonareva          | 6–3, 6–4       |
| 2010                                    | Svetlana Kuznetsova | Agnieszka Radwańska     | 6–4, 76–7, 6–3 |
| Torneio não realizado entre 2009 e 2008 |                     |                         |                |
| 2007                                    | Maria Sharapova     | Patty Schnyder          | 6–2, 3–6, 6–0  |
| 2006                                    | Maria Sharapova     | Kim Clijsters           | 7–5, 7–5       |
| 2005                                    | Mary Pierce         | Ai Sugiyama             | 6–0, 6–3       |
| 2004                                    | Lindsay Davenport   | Anastasia Myskina       | 6–1, 6–1       |
| 2003                                    | Justine Henin       | Kim Clijsters           | 3–6, 6–2, 6–3  |
| 2002                                    | Venus Williams      | Jelena Dokić            | 6–2, 6–2       |
| 2001                                    | Venus Williams      | Monica Seles            | 6–2, 6–3       |
| 2000                                    | Venus Williams      | Monica Seles            | 6–0, 36–7, 6–2 |
| 1999                                    | Martina Hingis      | Venus Williams          | 6–4, 6–0       |
| 1998                                    | Lindsay Davenport   | Mary Pierce             | 6–3, 6–1       |
| 1997                                    | Martina Hingis      | Monica Seles            | 7–64, 6–4      |
| 1996                                    | Kimiko Date         | Arantxa Sánchez Vicario | 3–6, 6–3, 6–0  |
| 1995                                    | Conchita Martínez   | Lisa Raymond            | 6–2, 6–0       |
| 1994                                    | Steffi Graf         | Arantxa Sánchez Vicario | 6–2, 6–1       |
| 1993                                    | Steffi Graf         | Arantxa Sánchez Vicario | 6–4, 4–6, 6–1  |
| 1992                                    | Jennifer Capriati   | Conchita Martínez       | 6–3, 6–2       |
| 1991                                    | Jennifer Capriati   | Monica Seles            | 4–6, 6–1, 7–62 |
| Torneio não realizado entre 1990 e 1982 |                     |                         |                |
| 1981                                    | Chris Evert-Lloyd   | Hana Mandlíková         | 6–4, 6–3       |
| 1980                                    | Tracy Austin        | Martina Navratilova     | 6–4, 6–3       |
| 1979                                    | Chris Evert         | Dianne Fromholtz        | 3–6, 6–3, 6–1  |

### Duplas
| Ano                                     | Campeãs                                  | Vice-campeãs                             | Resultado      |
| --------------------------------------- | ---------------------------------------- | ---------------------------------------- | -------------- |
| 2013                                    | Raquel Kops-Jones Abigail Spears         | Chan Hao-ching Janette Husárová          | 6–4, 6–1       |
| 2012                                    | Raquel Kops-Jones Abigail Spears         | Vania King Nadia Petrova                 | 6–2, 6–4       |
| 2011                                    | Květa Peschke Katarina Srebotnik         | Raquel Kops-Jones Abigail Spears         | 6–0, 6–2       |
| 2010                                    | Maria Kirilenko Zheng Jie                | Lisa Raymond Rennae Stubbs               | 6–0, 6–4       |
| Torneio não realizado entre 2009 e 2008 |                                          |                                          |                |
| 2007                                    | Cara Black Liezel Huber                  | Anna Chakvetadze Victoria Azarenka       | 7–5, 6–3       |
| 2006                                    | Cara Black Rennae Stubbs                 | Anna-Lena Grönefeld Meghann Shaughnessy  | 6–2, 6–2       |
| 2005                                    | Conchita Martínez Virginia Ruano Pascual | Daniela Hantuchová Ai Sugiyama           | 76–7, 6–1, 7–5 |
| 2004                                    | Cara Black Rennae Stubbs                 | Virginia Ruano Pascual Paola Suárez      | 4–6, 6–1, 6–4  |
| 2003                                    | Kim Clijsters Ai Sugiyama                | Lindsay Davenport Lisa Raymond           | 6–4, 7–5       |
| 2002                                    | Elena Dementieva Janette Husárová        | Daniela Hantuchová Ai Sugiyama           | 6–2, 6–4       |
| 2001                                    | Cara Black Elena Likhovtseva             | Martina Hingis Anna Kournikova           | 6–4, 1–6, 6–4  |
| 2000                                    | Lisa Raymond Rennae Stubbs               | Lindsay Davenport Anna Kournikova        | 4–6, 6–3, 7–66 |
| 1999                                    | Lindsay Davenport Corina Morariu         | Serena Williams Venus Williams           | 6–4, 6–1       |
| 1998                                    | Lindsay Davenport Natasha Zvereva        | Alexandra Fusai Nathalie Tauziat         | 6–2, 6–1       |
| 1997                                    | Martina Hingis Arantxa Sánchez Vicario   | Amy Frazier Kimberly Po                  | 6–3, 7–5       |
| 1996                                    | Gigi Fernández Conchita Martínez         | Arantxa Sánchez Vicario Larisa Savchenko | 4–6, 6–3, 6–4  |
| 1995                                    | Gigi Fernández Natasha Zvereva           | Alexia Dechaume-Balleret Sandrine Testud | 6–2, 6–1       |
| 1994                                    | Jana Novotná Arantxa Sánchez Vicario     | Ginger Helgeson Rachel McQuillan         | 6–3, 6–3       |
| 1993                                    | Gigi Fernández Helena Suková             | Pam Shriver Elizabeth Smylie             | 6–4, 6–3       |
| 1992                                    | Jana Novotná Larisa Savchenko-Neiland    | Conchita Martínez Mercedes Paz           | 6–1, 6–4       |
| 1991                                    | Jill Hetherington Kathy Rinaldi          | Gigi Fernández Nathalie Tauziat          | 6–4, 3–6, 6–2  |